# RhB Ge 4/4 I
Bei der RhB Ge 4/4I handelt es sich um eine Lokomotivbaureihe der Rhätischen Bahn (RhB) mit der Bauartbezeichnung Ge 4/4.

## Geschichte
Die zehn Maschinen waren die ersten Elektroloks der RhB ohne Stangenantrieb. 1944 wurden vier Loks bei der Schweizerischen Lokomotiv- und Maschinenfabrik Winterthur (SLM) bestellt, im Juli 1947 die erste Maschine in Betrieb gesetzt. Hauptsächlich im Schnellzugdienst eingesetzt, bewährten sie sich sehr gut, so dass die RhB 1953 sechs weitere Exemplare bestellte. In untergeordnete Dienste verdrängt wurden sie mit den Auslieferungen der Ge 6/6 II und der Ge 4/4 II. Zwischen 1986 und 1991 wurden die Lokomotiven modernisiert, insbesondere wurden neue geräumigere Führerstände angebaut und die Loks mit Vielfach- und Fernsteuerung ausgerüstet. Seither sind einige Loks mit leichteren Pendelzügen im Einsatz, anfänglich mit umgerüsteten Mitteleinstiegswagen, heute durchwegs mit Einheitswagen. Ein langjähriges Einsatzgebiet war die tunnelreiche Strecke von Davos nach Filisur, ab 2009 verkehrten diese Kompositionen im Engadin. Randstundeneinsätze waren fast auf dem ganzen Netz schon zu verzeichnen, nach 1997 auch nach Arosa. Im Winter ist eine Lok mit Steuerwagen und den zu Velowagen umgerüsteten Mitteleinstiegswagen als Schlittelzug Bergün–Preda–Bergün im Einsatz. Ab 1997 wurden die alten Scherenstromabnehmer durch neue Einholmstromabnehmer ersetzt, um den Einsatz auf der umelektrifizierten Arosabahn zu ermöglichen.
Die Bo'Bo'-Loks sind heute 80 km/h schnell (ursprünglich 75 km/h) und haben eine Leistung von 1.184 kW. Sie wiegen 48 t und sind 12'100 mm lang. Auf einer 35 ‰ Steigung beträgt die Anhängelast 185 t, bei 45 ‰ noch 135 t.
Die Lokomotiven wurden auf die Namen von Bündner Bergen getauft, zwei Loks (607 und 610) erhielten jedoch den Namen von Talschaften in Graubünden, auf dessen Kantonsgebiet die Rhätische Bahn ihr Streckennetz betreibt. Die Namen stehen seit dem Umbau in weisser Schrift beidseitig in der Mitte unter der Dachkante, die Betriebsnummern 601–610 auf den beiden Stirnseiten, sowie seitlich unten.
Im November 2010 hat die Rhätische Bahn damit begonnen, die Lokomotiven dieser Baureihe nach über 50 Dienstjahren sukzessive aus dem Dienst zu nehmen und zu verschrotten. Am 16. November 2010 wurde die Lok 601 als erste in Chur verschrottet, nachdem zuvor in der Hauptwerkstätte in Landquart die Motoren und weitere Teile ausgebaut worden waren. Die Lok 603 «Badus» bleibt erhalten, sie wird nach Deutschland in das Museum Bahnpark Augsburg gebracht. Die Lok 602 «Bernina» wurde am 7. März 2012 an das Verkehrshaus Luzern übergeben (fünfjährige Leihgabe).
Aufgrund der Bauarbeiten am neuen Albulatunnel waren alle noch vorhandenen Lokomotiven bis Ende 2023 vor Güterzügen mit Gestein aus der Tunnelbaustelle oder vor Versorgungszügen für selbige im Einsatz. Von Mai 2018 bis Ende 2022 waren die Lokomotiven auch wieder vereinzelt vor Glacier-Express-Zügen anzutreffen. Von Mitte Mai bis Oktober 2024 sind die Lokomotiven 603 und 605, trotz fehlendem ZSI 127, auf der Strecke Davos–Filisur wieder vor Nostalgiezügen im Einsatz.
Erhalten sind Stand März 2025 noch die Lokomotiven 602, 603 und 605. Die gemeinnützige Stiftung GRÜN & CHROM hat sich zur Aufgabe gemacht, 2 dieser Loks für die Nachwelt zu erhalten. Lok 602 «Bernina» soll wieder in den ursprünglichen Zustand zurückgebaut werden mit alter Führerstandsform und grüner Lackierung mit Chrombuchstaben und -ziffern. Lok 605 «Silvretta» soll im aktuellen Zustand (umgebaute Führerstände, rote Lackierung, Einholmstromabnehmer …) revidiert und wieder betriebsfähig eingesetzt werden können. Beide Maschinen sollen im Zuge der Revision auch mit der aktuellen Zugsicherung Siemens ZSI127 ausgerüstet werden, um uneingeschränkt auf dem gesamten Stammnetz der Rhätischen Bahn verkehren zu können.

## Liste der Ge 4/4Ider Rhätischen Bahn
| Betriebsnummer | Taufname  | Inbetriebnahme | Status |
| -------------- | --------- | -------------- | --- |
| 601            | Albula    | 08.07.1947     | November 2010 abgebrochen |
| 602            | Bernina   | 21.07.1947     | von März 2012 bis zum 16. November 2015 an Verkehrshaus Luzern (eigentlich als fünfjährige Leihgabe) ausgeliehen; seit 16. November 2015 wieder bei der RhB; seit 2022 abgestellt, soll durch die Stiftung GRÜN & CHROM wieder in den grünen Zustand vor dem Umbau zurückgebaut werden |
| 603            | Badus     | 13.08.1947     | abgestellt in Landquart |
| 604            | Calanda   | 23.08.1947     | März 2011 abgebrochen |
| 605            | Silvretta | 12.03.1953     | in Betrieb, hat im 2025 ZSI 127 erhalten |
| 606            | Kesch     | 15.06.1953     | April 2011 abgebrochen |
| 607            | Surselva  | 24.04.1953     | März 2011 abgebrochen |
| 608            | Madrisa   | 15.06.1953     | März 2011 abgebrochen |
| 609            | Linard    | 13.05.1953     | Mai 2011 abgebrochen |
| 610            | Viamala   | 03.07.1953     | 13. März 2025 abgebrochen |

## Bilder

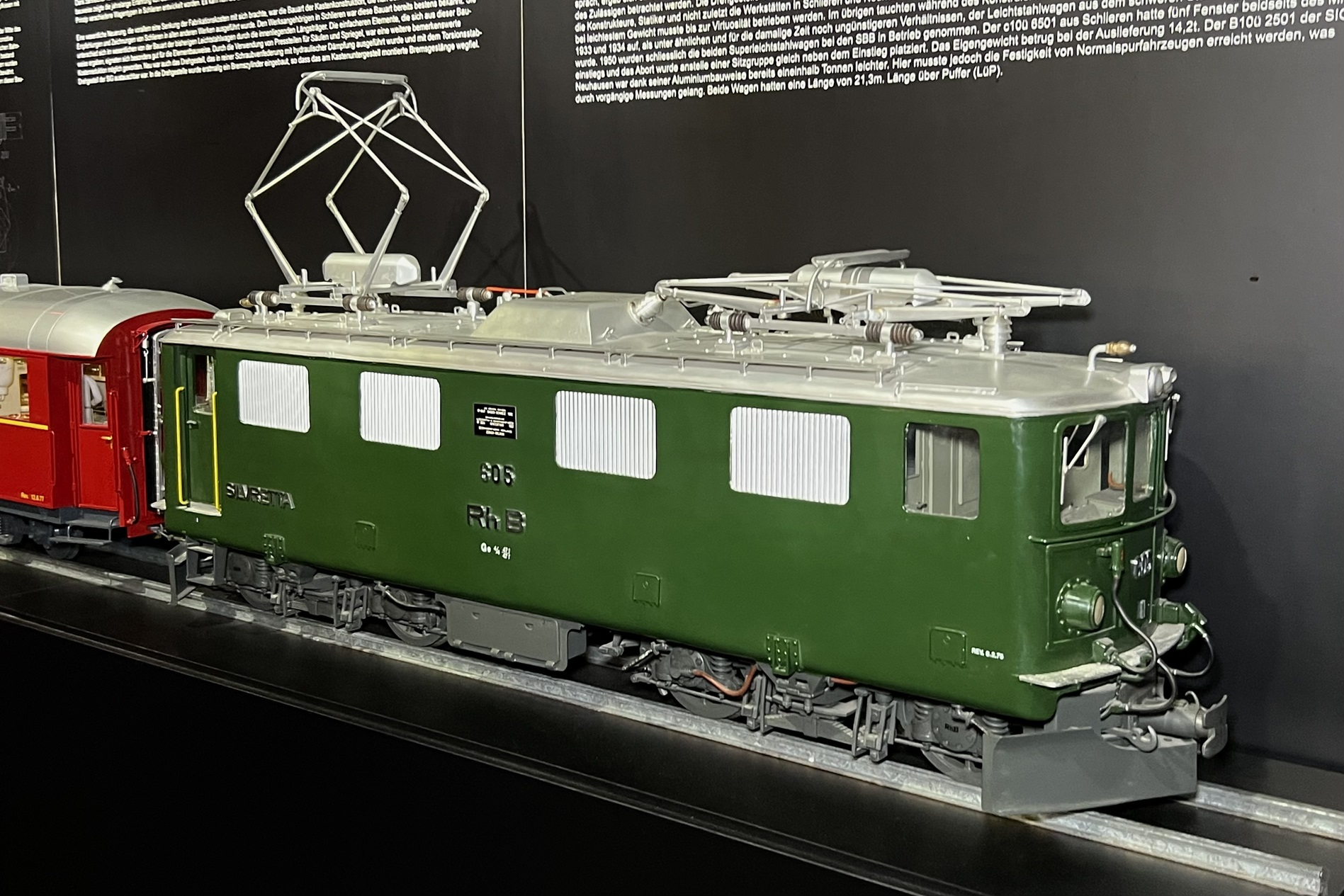
Modell der Ge 4/4I 605 Silvretta im WAGI Museum, 2024
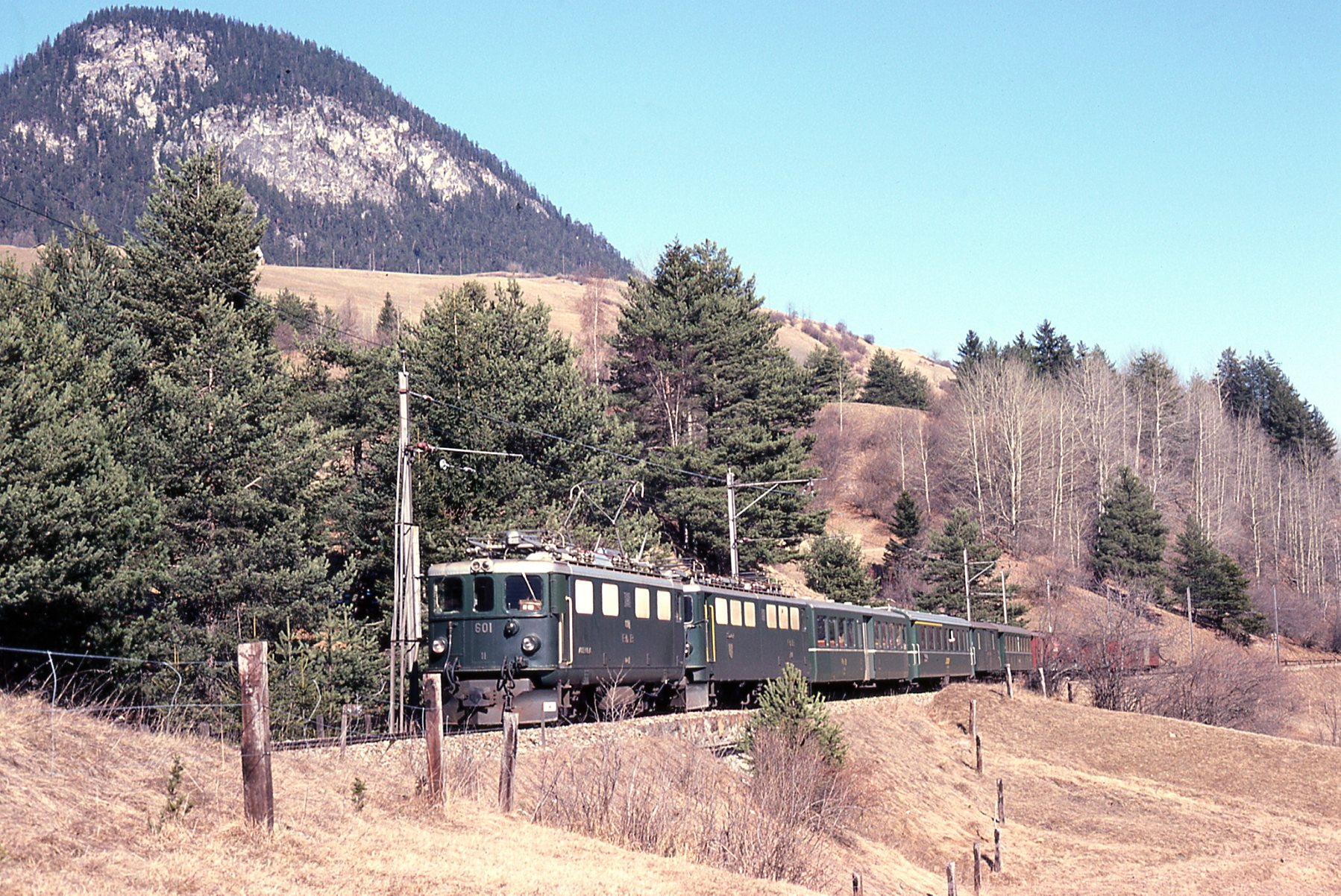
Ge 4/4I 601 als Vorspannlokomotive vor einem gemischten Personen- und Güterzug um 1980
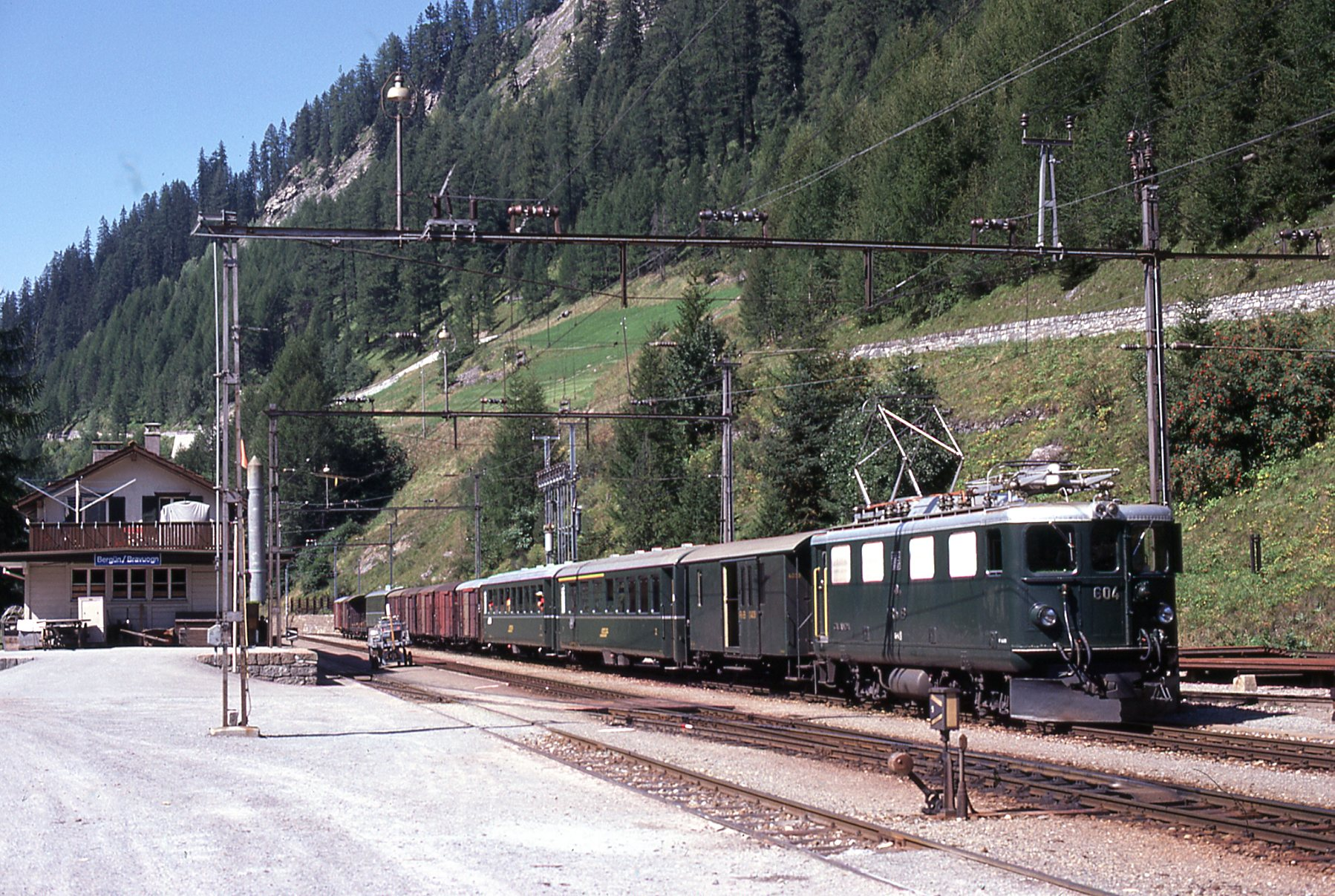
Ge 4/4I 604 vor einem gemischten Personen- und Güterzug im Bahnhof Bergün/Bravuogn, 1985
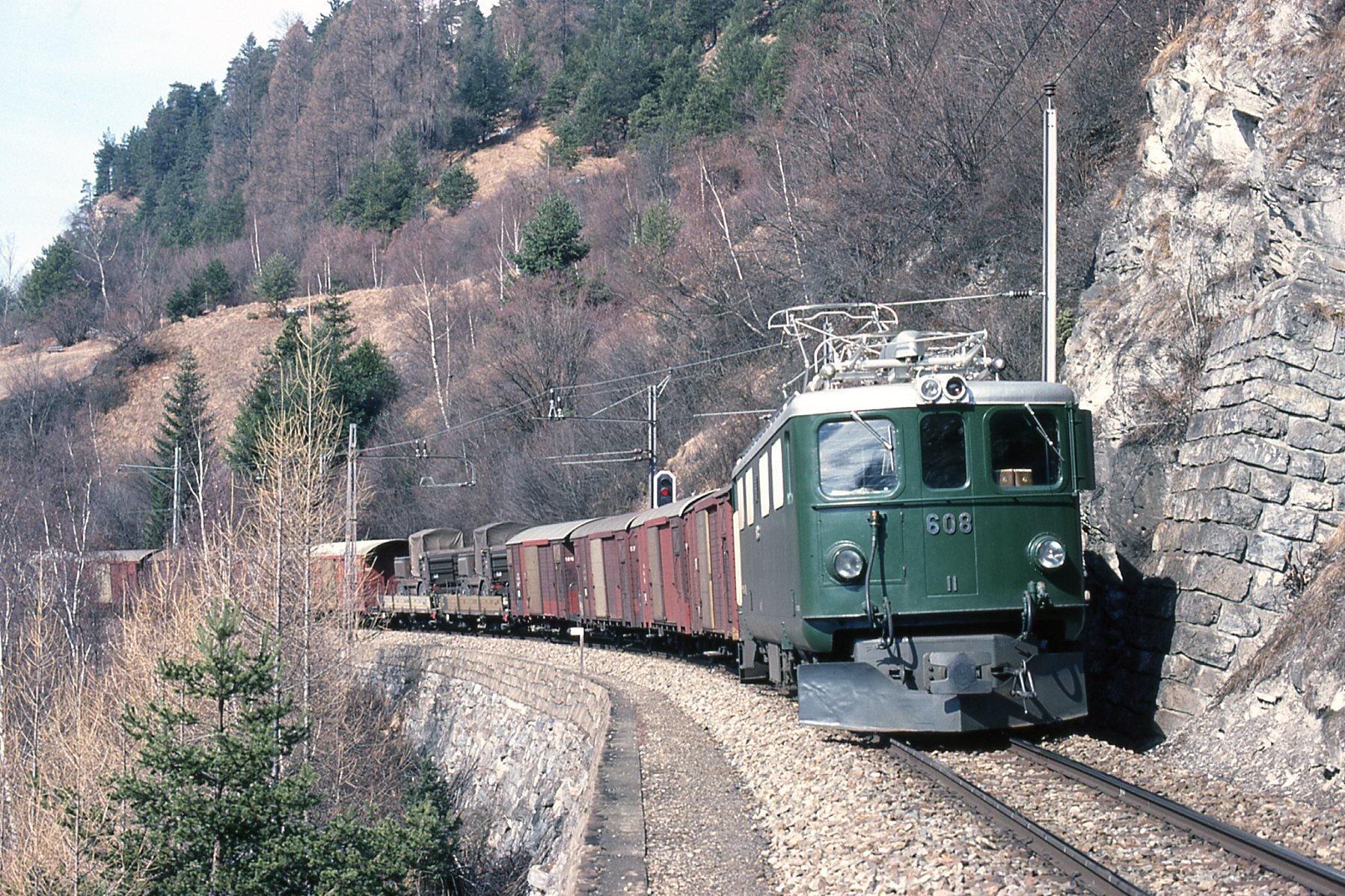
Ge 4/4I 608 vor einem Güterzug, 1985
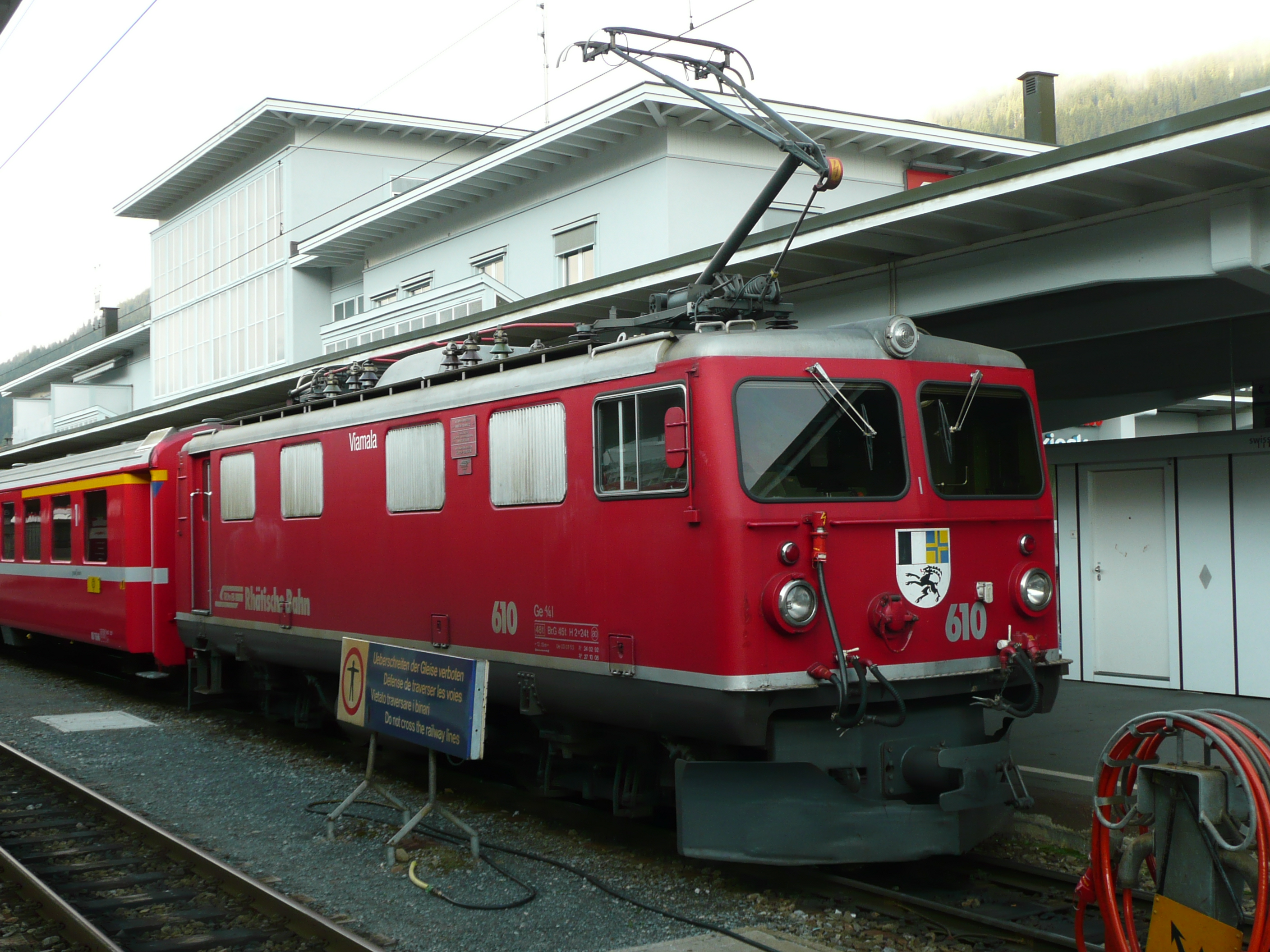
Ge 4/4I Nr. 610 in Davos, 2008
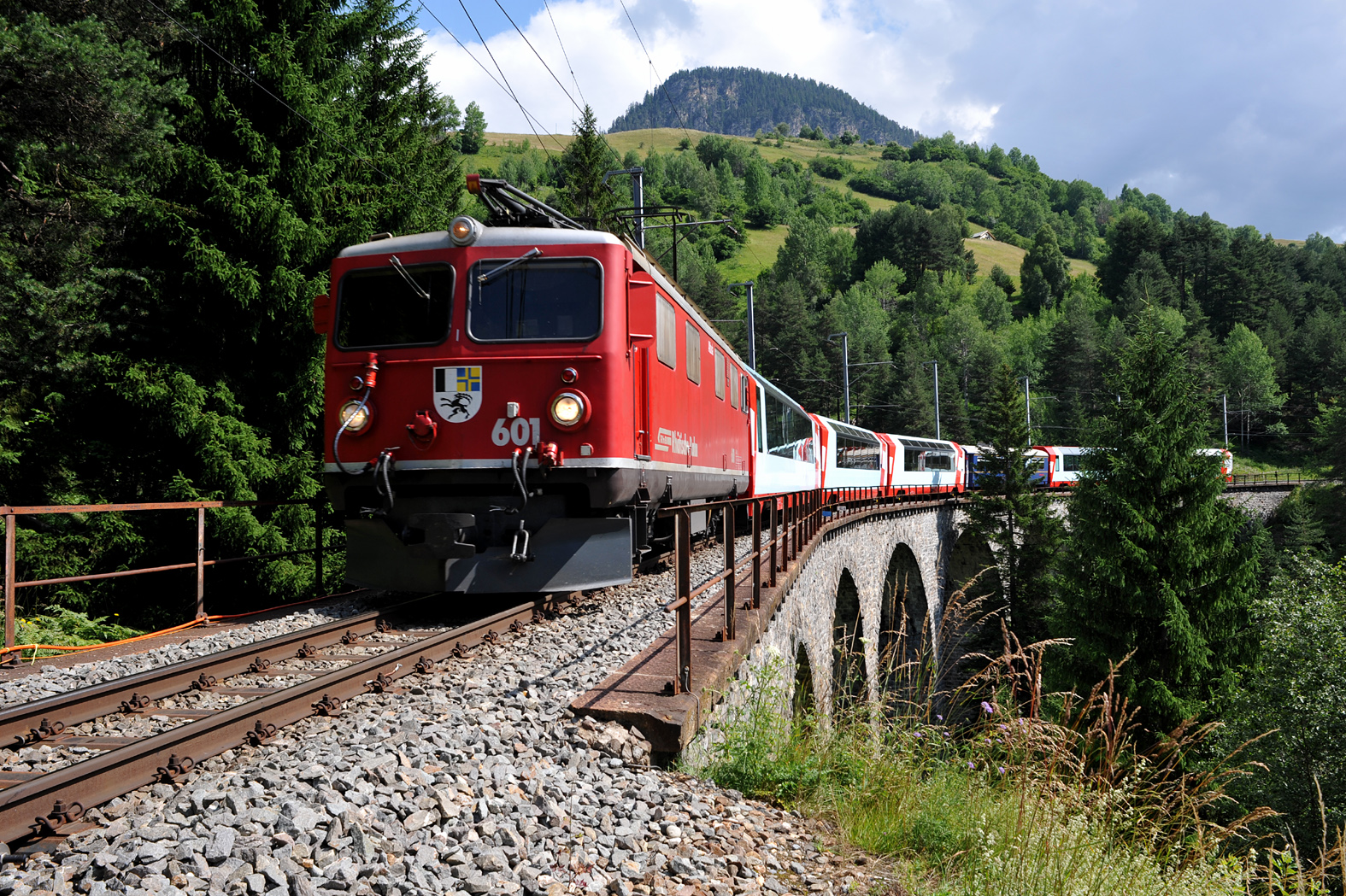
Der Glacier Express war eines der Einsatzgebiete der Ge 4/4I, auf dem Schmittentobelviadukt, 2009